# جاهد طوران
جاهد طوران (بالتركية: Mehmet Cahit Turhan) (ولد في مايو 1960 في مدينة طرابزون في تركيا) وزير النقل والبنى التحتية التركي، تخرج في قسم الإنشاءات بكلية الهندسة المعمارية بجامعة البحر الأسود بالولاية ذاتها، وحصل على الماجستير من الجامعة نفسها. 

## حياته الشخصية
متزوج وأب لثلاثة أولاد 

## حياته العلمية والسياسية
شغل طوران وظائف عدة في مديرية الطرق البرية، قبل أن يعمل مستشارًا للرئاسة التركية خلال الأعوام القليلة الماضية 
عام 1985 بدأ العمل مهندسًا في الإدارة العامة للطرق، واعتبارًا من العام 1995 تولي العديد من المهام المتعلقة بمجال عمله في مجالات صيانة الطرق.
عين نائب مدير عام للخطوط البرية 
وفي الفترة بين عامي 2005 – 2015 تولى منصب المدير العام لها